# Religion dahoméenne
La religion dahoméenne était pratiquée par le peuple Fon du royaume du Dahomey. Le royaume a existé jusqu'en 1898, dans ce qui est aujourd'hui la république du Bénin. Les esclaves emmenés du Dahomey vers les Caraïbes ont utilisé des éléments de la religion pour former le vaudou haïtien et d'autres religions de la diaspora afro-caribéenne,.

## MawuetLisa
Lisa (homme) et Mawu (femme), frères et sœurs jumeaux mariés de Nana Buluku, sont les esprits créateurs, parfois combinés en Mawu-Lisa, un esprit androgyne. Mawu-Lisa a créé le monde et l'a ordonné, puis a fait des plantes, des animaux et des humains ; l'ensemble du processus a pris quatre jours.
- Le premier jour, Mawu-Lisa a créé le monde et l'humanité ;
- Le deuxième jour, la terre a été adaptée à la vie humaine ;
- Le troisième jour, les humains ont reçu l'intellect, le langage et les sens ;
- Enfin, le quatrième jour, l'humanité a reçu le don de la technologie.

## Descendants-esprits deMawuetLisa
- Gbadu
- Da et Gu
- Dan

## Autres esprits
- Agé
- Avrikiti
- Ayaba
- Egberun
- Fa
- Gleti
- Gu
- Legba
- Loko
- Nana
- Okanu
- Sakpata
- Sogbo
- Xevioso
- Zinsu et Zinsi
- Jo